# Orientación a las ventas
La orientación a las ventas del Marketing comenzó al finalizar la Segunda Guerra Mundial

## Evolución histórica de los enfoques de marketing
Inicialmente, el enfoque del Marketing era productivo, hacia la producción: el Marketing pretende lograr la mayor eficiencia en las áreas financieras y productivas de la empresa.
Posteriormente, el énfasis se centró en el producto, pero la creciente competencia y la dificultad de vender la producción, cambió el enfoque hacia a las ventas, el objetivo fue vender por encima de todo y reducir inventarios. 
Posteriormente, el enfoque se desplaza cada vez más al consumidor: los consumidores no adquieren ni plantas de producción, ni productos o servicios, compran beneficios y utilidades, las "expectativas de satisfacer sus distintas necesidades". El enfoque actual es de orientación al mercado, donde el consumidor y sus necesidades siguen siendo la clave, y por consiguiente también se debe analizar la competencia, que trata de satisfacer al mismo cliente que nosotros. Así mismo, también se debe analizar el entorno que condiciona este proceso y cualquier otro factor crítico. 
- Datos: Q6052849